# 마트나카시
마트나카시(아르메니아어: մատնաքաշ)는 아르메니아의 빵이다. 보통 빵효모를 사용해 효모발효빵으로 만들지만, 천연발효종을 사용해 천연발효빵으로 만들기도 한다.

## 이름
아르메니아어 "마트나카시(մատնաքաշ)"는 "손가락"을 뜻하는 명사 "마튼-(մատն-)"과 교착 접사 "-아-(-ա-)", "잡아당기다, 끌어당기다"를 뜻하는 동사 "카셸(քաշել)"이 합쳐진 말이며, "손가락으로 당겨 만든 빵"이라는 뜻이다.

## 같이 보기
- 라바시
- 마나끼시
- 피데